# St. Laurentius (Neuendettelsau)

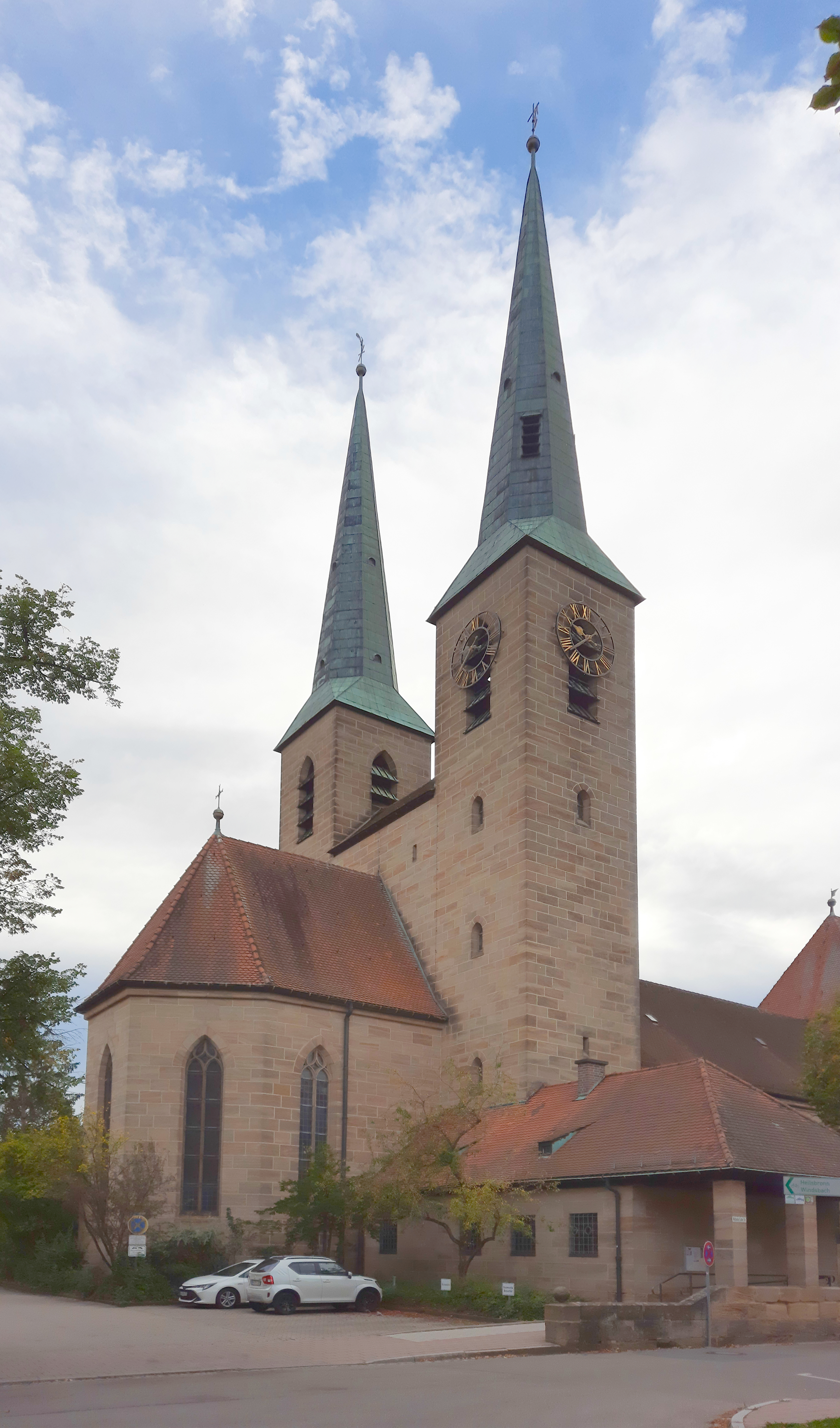
St. Laurentius, Ostseite mit Chor und Doppelkirchturm

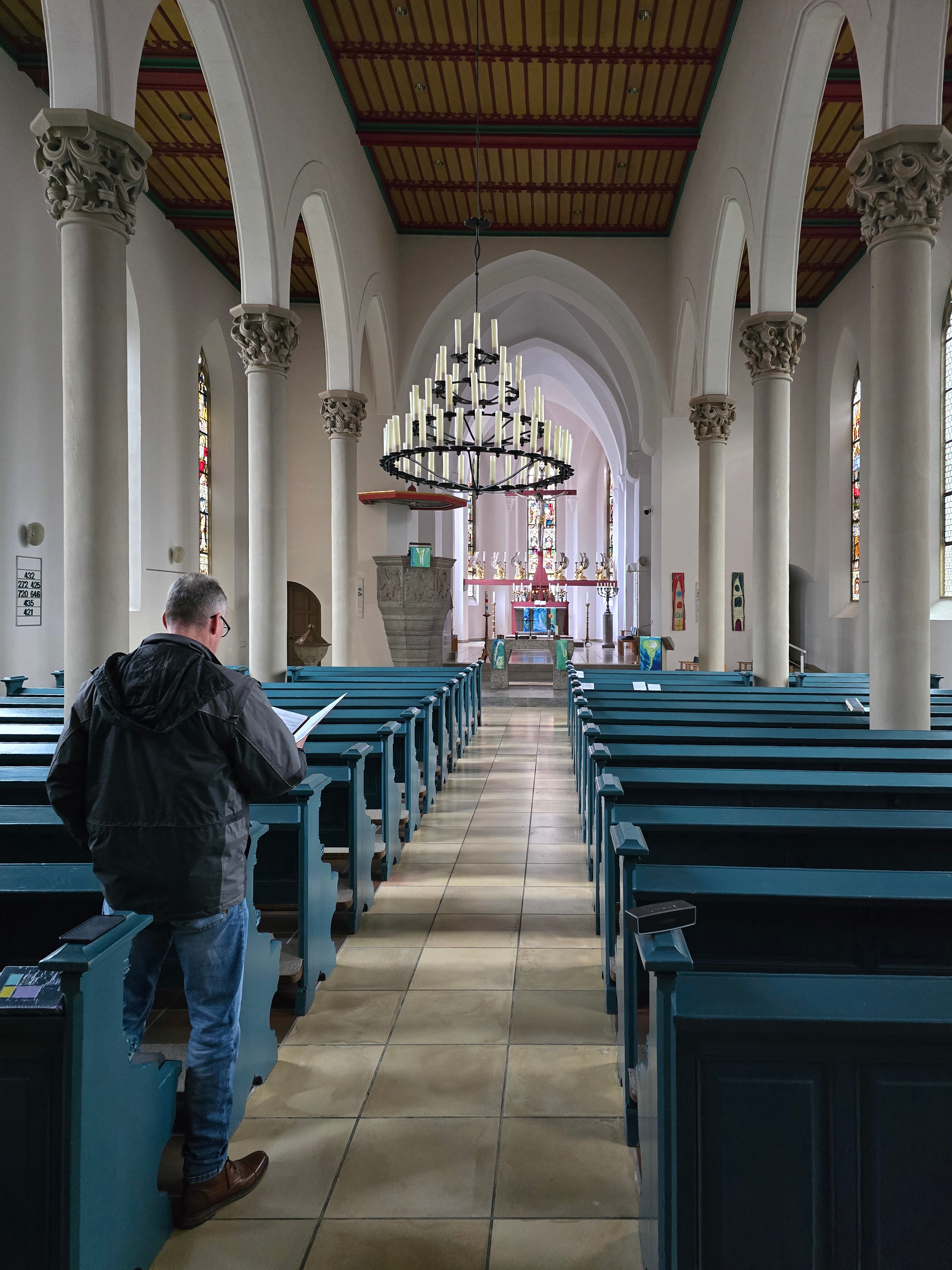
Innenansicht mit Blick in den Chorraum

St. Laurentius ist eine nach dem römischen Diakon und Märtyrer Laurentius benannte evangelisch-lutherische Kirche in Neuendettelsau. Sie dient der Diakonie Neuendettelsau als liturgischer Mittelpunkt und gehört zur St.-Nikolai-Gemeinde Neuendettelsau. Im Volksmund wird sie als die Anstaltskirche bezeichnet, da sie ursprünglich nur von der Diakonissenanstalt genutzt wurde.

## Baugeschichte
Die ursprüngliche Kirche beruhte auf Plänen des Architekten Georg Eberlein und dessen Schülers Max Gaab. Sie wurde in einer von 1882 bis 1885 dauernden Planungsphase im neugotischen Stil entworfen, wobei es zwischen den beiden Entwerfern erhebliche Differenzen im Detail gab. Man entschied sich letztlich für das Konzept Gaabs, der auf Dekorationen zugunsten eines schlichten äußeren Erscheinungsbilds weitgehend verzichtete. Die Grundsteinlegung erfolgte am 21. April 1885, Pfingsten 1886 konnte das Richtfest gefeiert werden. Da die ursprünglich auf 64.000 Mark veranschlagten Baukosten um ca. 12.000 Mark überschritten wurden, zögerte sich die Fertigstellung bis zum Juni 1887 hin, so dass die Kirchweihe erst am 29. Juni 1887 gefeiert werden konnte.
1926 beauftragte der damalige Rektor Hans Lauerer den Münchner Architekten German Bestelmeyer mit dem Umbau der mittlerweile zu klein gewordenen Kirche. Bestelmeyer versuchte, sie in Anlehnung an die St.-Sebaldus-Kirche in Nürnberg zu erweitern. Der alte Chor und der Turm sollten einem neuen Chor und zwei neuen Türmen weichen, die Baukosten wurden auf 420.000 Reichsmark veranschlagt. Nach einer Bauzeit von weniger als zwei Jahren konnte am 3. Juni 1929 das Richtfest gefeiert werden. Noch bevor die Steinfassade des Westportals fertiggestellt war, wurde am 2. November 1930 der erste Gottesdienst in der erweiterten Kirche gefeiert.
Die neugotische Turmfiale von 1887 wurde in einer kleinen Parkanlage bei der Kirche aufgestellt.

## Orgel
Auf der Empore des westlichen Erweiterungsbaus befindet sich heute ein dreimanualiges Werk mit elektropneumatischer Traktur und 41 Register. Es ist im Wesentlichen noch die Steinmeyer-Orgel von 1930, allerdings kam es in der ersten Hälfte der 1970er Jahre zu einem Umbau, bei dem u. a. der Prospekt neu gestaltet und dabei mit einem Gehäuse versehen wurde. Die frühere Chororgel integrierte man damals in das Hauptwerk.
| I Hauptwerk C–f3 |                  |       |
| 1.               | Großgedeckt      | 16′   |
| 2.               | Weitprinzipal    | 8′    |
| 3.               | Gemshorn         | 8′    |
| 4.               | Rohrflöte        | 8′    |
| 5.               | Oktave           | 4′    |
| 6.               | Koppelflöte      | 4′    |
| 7.               | Schwiegel        | 2′    |
| 8.               | Rauschpfeife 2f. | 2 ⁄3′ |
| 9.               | Mixtur 3-5f.     | 1 ⁄3′ |
| 10.              | Trompete         | 8′    |

| II Rückpositiv C–f3 |            |       |
| 11.                 | Bordun     | 8′    |
| 12.                 | Quintatön  | 8′    |
| 13.                 | Prinzipal  | 4′    |
| 14.                 | Blockflöte | 4′    |
| 15.                 | Oktave     | 2′    |
| 16.                 | Quinte     | 1 ⁄3′ |
| 17.                 | Zimbel 3f. | 1′    |
| 18.                 | Dulcian    | 16′   |
| 19.                 | Krummhorn  | 8′    |
|                     | Tremulant  |       |

| III Schwellwerk C–f3 |                   |        |  |
| 20.                  | Rohrgedackt       | 16′    |  |
| 21.                  | Hornprinzipal     | 8′     |  |
| 22.                  | Holzflöte         | 8′     |  |
| 23.                  | Dulzflöte         | 8′     |  |
| 24.                  | Geigend Prinzipal | 4′     |  |
| 25.                  | Nachthorngedackt  | 4′     |  |
| 26.                  | Waldflöte         | 2′     |  |
| 27.                  | Sifflöte          | 1′     |  |
| 28.                  | Spitzquinte       | 2 ⁄3′  |  |
| 29.                  | Terz              | 1 3⁄5′ |  |
| 30.                  | Scharff 3-4f.     | 1 ⁄3′  |  |
| 31.                  | Oboe              | 8′     |  |
|                      | Tremulant         |        |  |

| Pedal C–f1 |                  |       |
| 32.        | Kontrabaß        | 16′   |
| 33.        | Subbaß           | 16′   |
| 34.        | Prinzipal        | 8′    |
| 35.        | Gedecktflöte     | 8′    |
| 36.        | Oktave           | 4′    |
| 37.        | Nachthorn        | 2′    |
| 38.        | Rauschpfeife 4f. | 2 ⁄3′ |
| 39.        | Posaune          | 16′   |
| 40.        | Trompete         | 8′    |
| 41.        | Clairon          | 4′    |

Koppeln: III/II, III/I, II/I, III/P, II/P, I/P
Spielhilfen: 64-fache Setzeranlage, Tutti, Auslöser, Crescendowalze
Effektregister: Zimbelstern (über Piston aktivierbar)

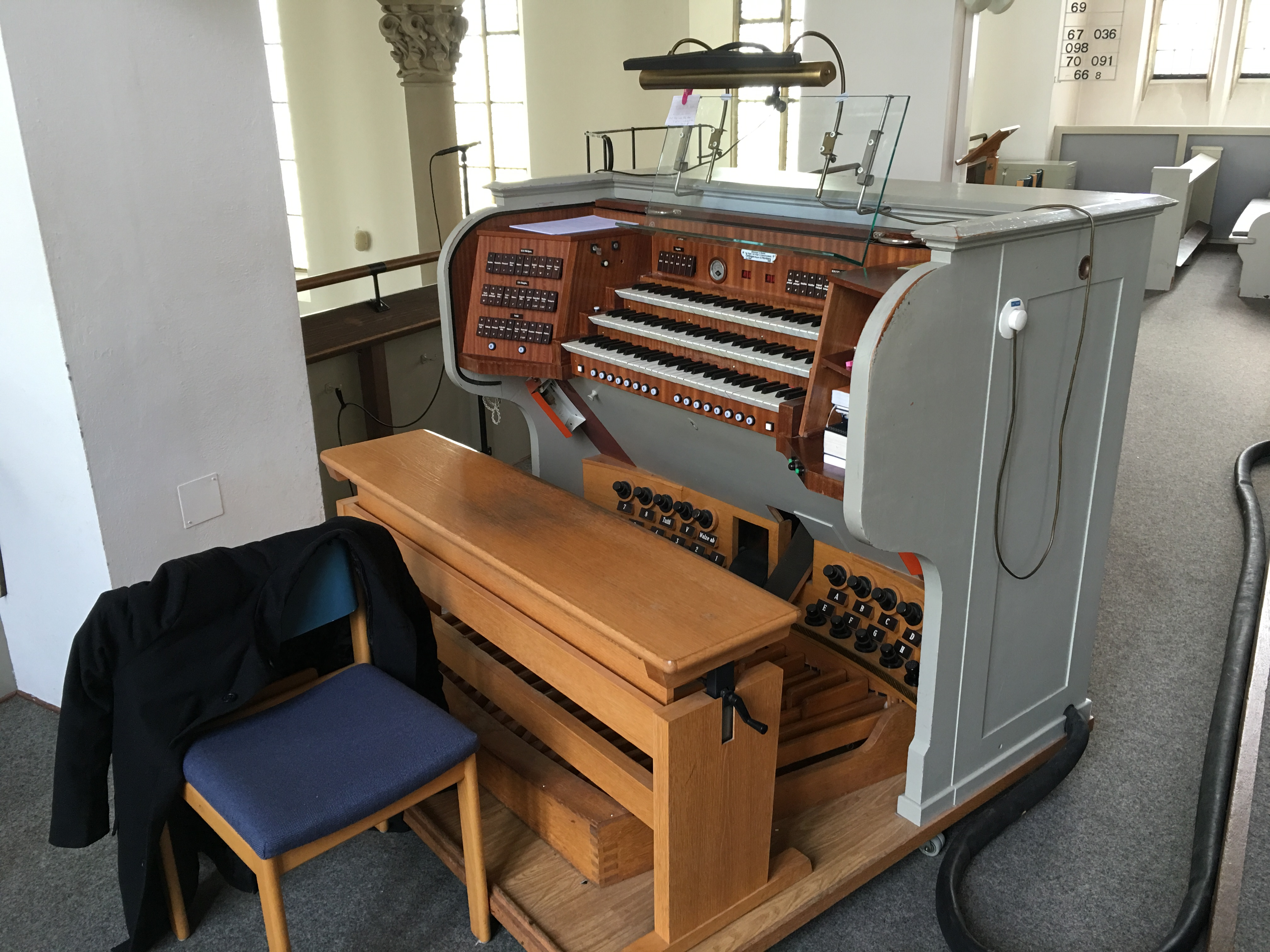
Spieltisch der Steinmeyer-Orgel
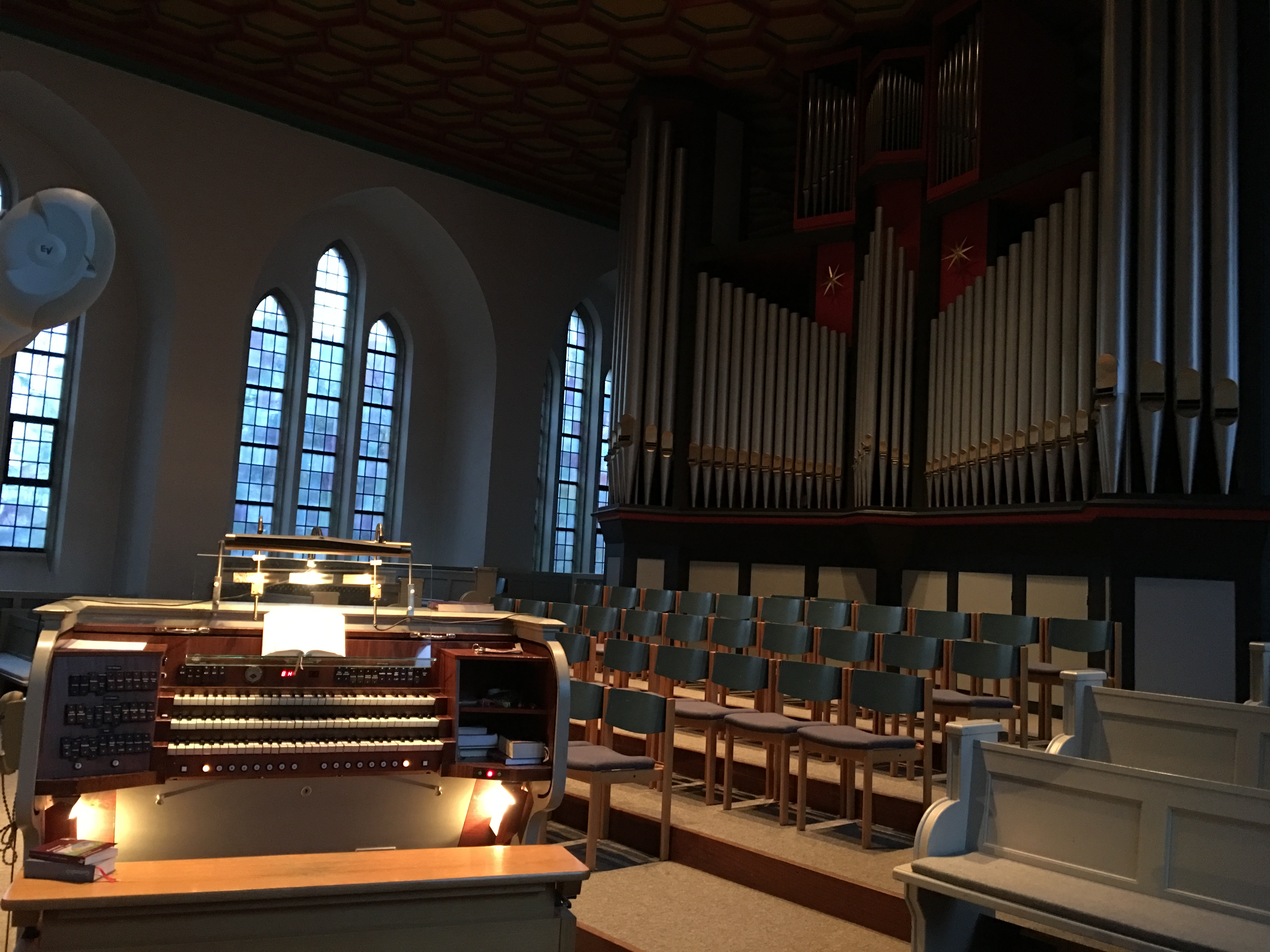
Spieltisch und Prospekt der Steinmeyer-Orgel
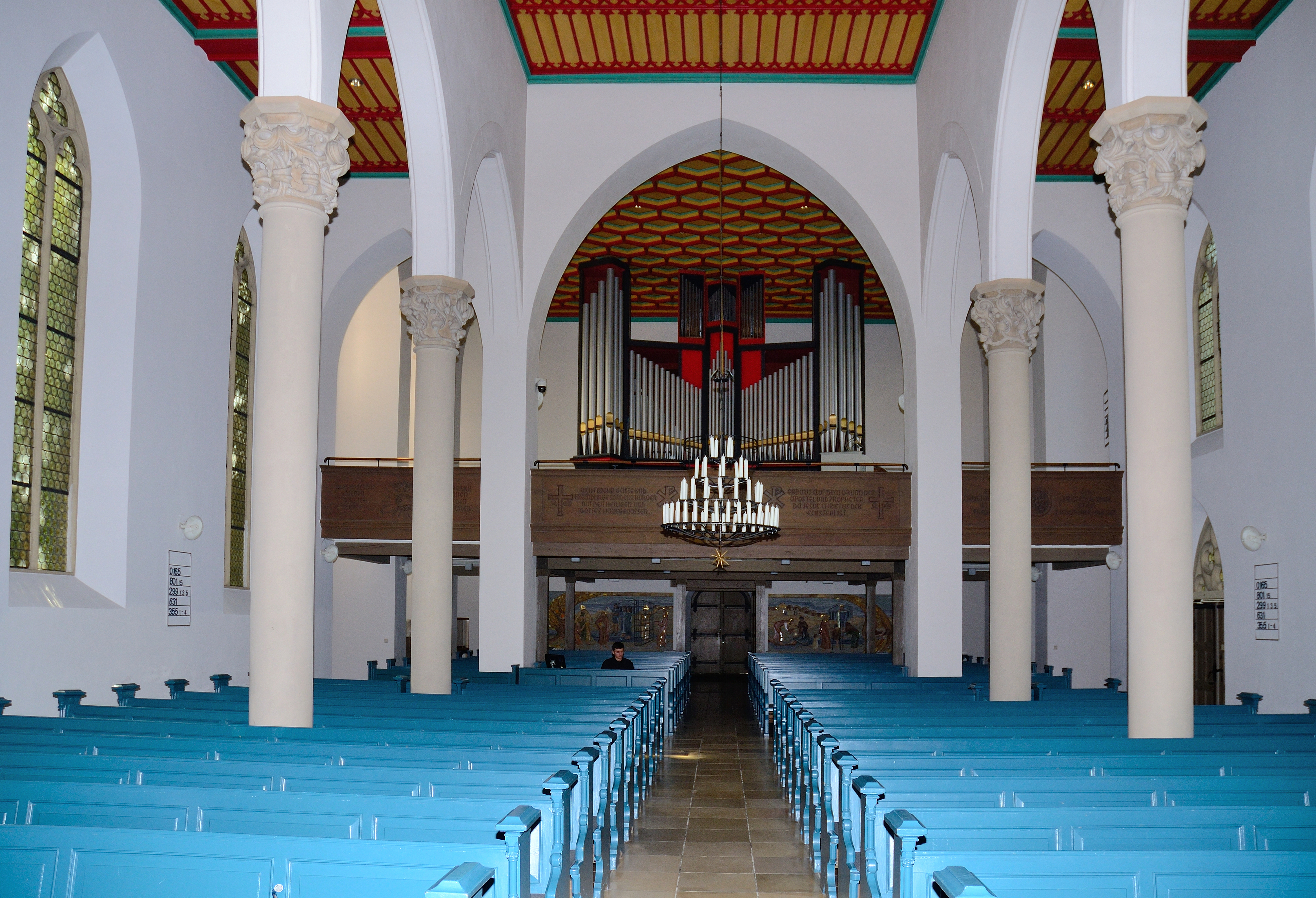
Blick auf die Orgel

## Glocken

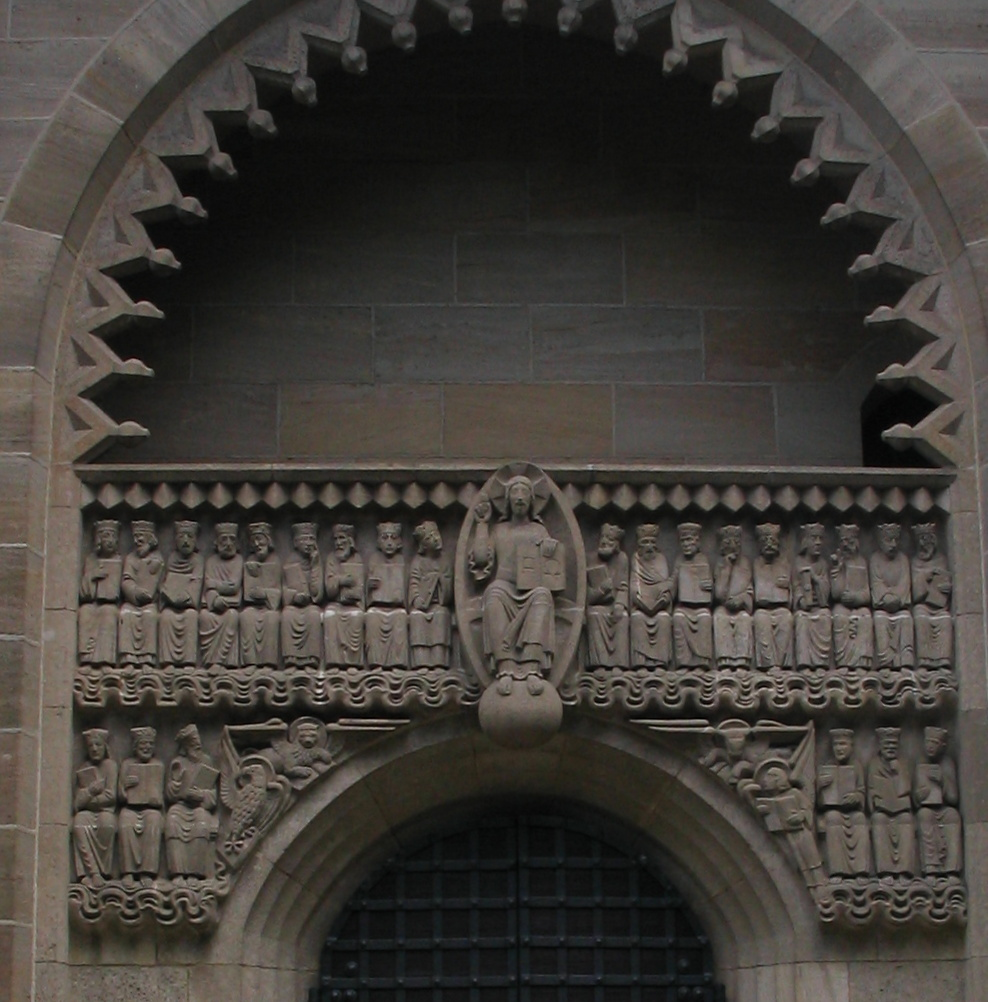
Relief des Westportals: Christus Pantokrator mit den 24 Ältesten (gemäß)

Das heutige Geläut umfasst vier Glocken, davon eine aus der alten Kirche, die 1929 gegossen wurde.
| Name   | Schmuck                  | Nominal | Gewicht in kg | Gussjahr | Gießer         | Anmerkung                            |
| ------ | ------------------------ | ------- | ------------- | -------- | -------------- | ------------------------------------ |
| Dienet | Diakonissenwappen        | e′+5    | 1.121         | 1954     | Heinrich Kurtz |                                      |
| Kommet | Alpha, Kreuz, Omega      | fis′+7  | 774           | 1954     | Heinrich Kurtz |                                      |
| Wachet | keiner                   | a′+6    | 444           | 1929     | Ernst Ulrich   | Älteste Glocke, trägt keinen Schmuck |
| Betet  | Betende Hände nach Dürer | cis″+6  | 226           | 1954     | Heinrich Kurtz |                                      |